# Xã Fairplay, Quận Marion, Kansas
Xã Fairplay (tiếng Anh: Fairplay Township) là một xã thuộc quận Marion, tiểu bang Kansas, Hoa Kỳ. Năm 2010, dân số của xã này là 107 người.